# Torsten Reißmann
Torsten Reißmann (23 de febrero de 1956-8 de octubre de 2009) fue un deportista de la RDA que compitió en judo. Ganó una medalla en el Campeonato Mundial de Judo de 1975, y cinco medallas en el Campeonato Europeo de Judo entre los años 1975 y 1982.

## Palmarés internacional
| Campeonato Mundial | Campeonato Mundial   | Campeonato Mundial | Campeonato Mundial |
| Año                | Lugar                | Medalla            | Categoría          |
| ------------------ | -------------------- | ------------------ | ------------------ |
| 1975               | Viena (Austria)      | Medalla de bronce  | –63 kg             |
| Campeonato Europeo |                      |                    |                    |
| Año                | Lugar                | Medalla            | Categoría          |
| 1975               | Lyon (Francia)       | Medalla de oro     | –63 kg             |
| 1977               | Ludwigshafen (RFA)   | Medalla de bronce  | –65 kg             |
| 1978               | Helsinki (Finlandia) | Medalla de oro     | –65 kg             |
| 1980               | Viena (Austria)      | Medalla de oro     | –65 kg             |
| 1982               | Rostock (RDA)        | Medalla de oro     | –65 kg             |